# Piper cryptopodon
Piper cryptopodon är en pepparväxtart som beskrevs av C. Dc.. Piper cryptopodon ingår i släktet Piper och familjen pepparväxter. Inga underarter finns listade i Catalogue of Life.